# Турецкие наслаждения
«Турецкие наслаждения» (нидерл. «Turks fruit») — нидерландский кинофильм 1973 года режиссёра Пола Верховена. Снят по одноименному роману Яна Волкерса. Фильм стал одним из наиболее коммерчески успешных голландских фильмов и был выдвинут в 1973 году на премию «Оскар» в номинации «Лучший иностранный фильм». Turks fruit по-нидерландски — рахат-лукум, коробку которого главный герой приносит в больницу к своей подруге.

## Сюжет
Я помню, что когда вышли «Турецкие сладости», фильм восприняли как полупорнографический, а единственным изданием, которое дало положительный отзыв, был «Charlie Hebdo». Они написали, что кино — шедевр, а его режиссер станет знаменитым.
Молодой скульптор Эрик (Рутгер Хауэр) просыпается после ночного кошмара в разгромленной и грязной квартире. Он убирает грязь, накопившуюся за много дней, и отправляется в город, где ищет на улицах девушек для быстрого секса. Становится понятно, что у него недавно произошёл разрыв с женой.
Действие фильма возвращается на два года назад. Эрик знакомится с Ольгой, которая подбирает его, когда он голосует на дороге. Они немедленно чувствуют страсть друг к другу и попадают в автомобильную аварию. После выздоровления Эрик разыскивает Ольгу и знакомится с её родителями. Мать девушки настроена по отношению к нему негативно, но отец относится к нему гораздо лучше.
Через некоторое время играют свадьбу. Однако счастливая семейная жизнь оказывается недолгой. Эрик подозревает Ольгу в неверности.
Через много лет Эрик случайно встречает Ольгу. Оказывается, что она больна раком и вскоре умирает у него на руках.

## В ролях
| Актёр                 | Роль                        |
| --------------------- | --------------------------- |
| Рутгер Хауэр          | Эрик Вонк                   |
| Моник ван де Вен      | Ольга Стэплс                |
| Тонни Хюрдеман        | мать Ольги                  |
| Вим ван ден Бринк[en] | отец Ольги                  |
| Ханс Боскамп          | менеджер магазина           |
| Дольф де Врис[en]     | Паул                        |
| Манфред де Граф       | Хенни                       |
| Дэвид Раппапорт       | карлик (в титрах не указан) |